# 菅野洋子
菅野洋子（日语：／ Kanno Yōko，1963年3月18日—），是日本宫城县仙台市出身的作曲家、编曲家、音乐制作人。主要为日本广告、动画、游戏、电影、电视剧制作配乐，也为日本歌手（如今井美树、小泉今日子、坂本真绫等）制作流行音乐及担当音乐制作人。[Meow on the Bridge]（音乐办公室）与Captain Duckling Records（音乐厂牌）所属。

## 概要
生于日本宫城县仙台市，父親是大學教授、母親為護理人員。早稻田大学文学院中輟，前夫是同为作曲家兼大提琴家的溝口肇（於2007年離婚）。
另外，恰巧有個即興演奏鋼琴家也叫「菅野洋子」，不只同名同姓同出身地，還唸過同一所大學，因此造成認知上的混淆。

## 人物

### 学艺
幼少時父母管教嚴格，除古典音樂外不准看電視、漫畫和聽其它東西，家中有台鋼琴隨意彈著喜歡就做些曲子，變成「比賽大盜」（contest bandit）是小学二年級以後的事；來往山葉音樂教室，10歲開始參加山葉兒童創作曲發表會，11歲拿下川上獎，隨後與當時的評委芥川也寸志學習作曲，從未上過國立等級正規音樂學校。

### 出道
歷經青少年叛逆期、將種種思緒透過寫作發洩，憧憬三島由紀夫和大江健三郎，想成为小说家而進早稲田大学第一文学部主修日本文學，因打入音樂社团活动，一週後就退課了。1985年她加入杉原徹等人组成的乐队「TETSU100%」担当键盘手，首次於山葉POPCON登台表演，1986年與乐队正式出道。1989年TETSU100%解散，個人從事音樂創作至今。

### 謎團

#### Gabriela Robin
這位神秘歌手是在1994年菅野首度担当动画配樂的作品《Macross Plus》第一次出现，演唱《Torch song》、《SANTI-U》两首歌曲，并做了三首词。随后几乎在菅野参与的音乐作品中，都有她参与作词及演唱。Gabriela Robin作词使用些法語、俄語或拉丁語等音素的无意义自造词，却不是任何一种现存的语言，樂迷称为「Gablish」。Gabriela Robin本人从没在公开场合出现过、都找人代唱（如坂本真綾或Origa），互联网及出版物也找不到正式的个人訊息。
樂迷從種種跡象推測Gabriela Robin即菅野本人，或是包含菅野在内的多位歌手；直到2009年7月7日举行的「超時空七夕傳聲」音樂會將近尾聲之際，菅野指揮完華沙愛樂交響樂團後，以Gabriela Robin名義演唱《Moon》，证實原先所臆測的身份。
關於「Gablish」，據她本人表示，當日語詞窮無法表達情感時，就會尋覓其他語言，若無符合則自創；「Robin」由來是首次與以色列愛樂交響樂團錄音時的以色列總理拉賓。

#### 生年
生日方面，目前可以確定杉原徹成立的TETSU100%官網記載昔日紀錄為3月18日，但生年仍不詳。於是有樂迷推測1963年、法國動漫雜誌《Japan Vibes》採訪的1964年，以及日本4Gamer.net、韓國媒體引述新聞稿的1967年5月19日。「1963年」是以她參加第2屆（1973年，10歲）、第3屆（1974年，11歲）少年原創音樂會時歲數，「1964年」可從第30屆山葉POPCON（1985年，電視節目字幕21歲）推算，然而報名皆採足歲又出現扞格之處；至於「1967年5月19日」更與前述資料大相逕庭。
總之，在生年不公開的情形下，依然眾說紛紜、莫衷一是。

## 主要活動

### 游戏
1985年菅野洋子在TETSU100%队长杉原彻介绍下，为日本光荣公司的历史题材游戏《三国志 I》、1988年《苍狼与白鹿 成吉思汗》和《信長之野望 战国群雄传》作曲，1989年发行了自己的首张游戏音乐专辑，同年乐队TETSU100%解散。之后菅野洋子又为光荣公司的游戏《信长之野望》系列及《大航海时代》系列作了大量曲目，成为光荣早期历史题材游戏最主要的音乐创作者之一。1991年9月15日，在昭和女子大学纪念堂举办的游戏音乐会上，菅野洋子把《三国志 I》游戏的音乐编制成了交响乐，并亲自指挥东京爱乐交响乐团演奏。
虽然菅野洋子是从游戏作曲开始她的事业，但她自己并不喜欢。“但我讨厌为电子游戏作曲，因为游戏容量的限制，约束实在太多了，而且在这种支持下音乐是得不到提升的”。从离开光荣后，菅野洋子只担当过DC主机上的游戏《Napple Tale～白日梦物语》的音乐制作，以及PS2主机上的游戏《白中探险俱乐部》主题歌キミドリ的作编曲。2005年的PS2游戏《COWBOY BEBOP》中使用了大量電視動畫中的原曲，但菅野洋子仍为游戏创作了三首歌，都由Ilaria Graziano演唱。菅野洋子亦为韩国网络游戏《仙境传说2》制作音乐。

### 动画
1994年菅野洋子在溝口肇担当音乐的电视动画《地球守護靈》首次接触动画音乐，为动画片尾曲作曲，从此进入动画音乐创作的领域。1994年在河森正治、渡边信一郎监督的OVA动画《Macross Plus》中，菅野洋子首次独立担当动画音乐的制作。在这里菅野洋子不受拘束的个性和纯熟的技巧终于得到发挥，大量使用迷幻风格的电子乐，还与以色列爱乐乐团合作用宏大的交响乐来表现战斗的激烈，而主题曲Voices更是传唱至今。动画和音乐的成功让菅野洋子成功的进入动画界，并结识了河森正治、渡边信一郎、信本敬子等人，为此后的活动打下了基础。
1996年菅野洋子和沟口肇共同担当河森正治原作的动画《聖天空戰記》的音乐。在为动画主题歌寻找歌手时，认识年仅15岁的动画女主角声优坂本真绫，从此以后直到2003年的专辑《少年艾丽丝》，菅野洋子一直担当坂本真绫的音乐制作人。
1998年菅野洋子担任富野由悠季监督的动画《機動神腦》和渡边信一郎监督的动画《星际牛仔》的音乐制作。《星际牛仔》的第一张原声碟《COWBOY BEBOP O.S.T.1》获得了日本录音协会举办的第16届“日本金唱片大奖”。在创作《星际牛仔》音乐的过程中，菅野洋子和她的合作伙伴组成團體「Seatbelts」演奏动画的音乐。1999年8月16日，Seatbelts举办第一场音乐会。2001年8月10日，Seatbelts在日本东京澀谷的“SHIBUYA-AX”会场举行第二场也是最终场音乐会，所有成员悉数登场，演奏多首《星际牛仔》中的音乐，并在2001年11月7日发行包含该音乐会畫面的DVD《FUTURE BLUES》。
1999年菅野洋子担任富野由悠季监督的动画《∀GUNDAM》的音乐制作，和波兰华沙国立爱乐管弦乐团合作录制多首宏大的交响乐。1999年11月12日在日本东京国际会展中心举行“倒A音乐会”，菅野洋子亲自指挥日本爱乐交响乐团演奏，俄罗斯歌手Origa代替Gabriela Robin演唱歌曲Moon。这场音乐会收录在2000年2月4日发行的CD＋DVD限定版《TURN A CONCERT》中。
2001年菅野洋子担任河森正治监督的动画《地球少女Arjuna》、2003年担当電視動畫《狼雨》和《攻壳机动队 STAND ALONE COMPLEX》的音乐制作，凭借这两部作品的音乐连续获得2003年和2004年東京國際動畫博覽會的音乐獎。她继续參與2004年《攻壳机动队 S.A.C. 2nd GIG》、2005年河森正治原作、监督的電視動畫《創聖的亞庫艾里翁》。
2008年菅野洋子擔任河森正治監督的動畫《Macross Frontier》的音樂製作，再度獲得了2009東京國際動漫節的個人部門音樂賞。電視熱播時，在只用兩個年輕歌手May'n和中島愛下，相關的CD首週全打入ORICON銷售排行榜TOP 5內的佳績。
- 2008年4月23日發售，ORICORN單曲排行榜2008年5月第1週第3名，首週賣出31,270隻。
- 2008年5月8日發售，ORICORN單曲排行榜2008年5月第3週第3名，首週賣出42,714隻。
- 2008年6月4日發售，ORICORN大碟排行榜2008年6月第3週第3名，首週賣出71,633隻。
- 2008年6月25日發售，ORICORN單曲排行榜2008年7月第1週第5名，首週賣出34,501隻。
- 2008年8月20日發售，ORICORN單曲排行榜2008年9月第1週第3名，首週賣出56,455隻。
- 2008年10月8日發售，ORICORN大碟排行榜2008年10月第3週第2名，首週賣出102,331隻。
- 2008年12月3日發售，ORICORN大碟排行榜2008年12月第3週第2名，首週賣出86,450隻。

### 影视
菅野洋子也參與多部电影和电视的配乐。包括NHK电视台1995年制作的电视记录片《中国12亿人的改革开放》、2013年連續電視小說《多謝款待》，以及日本电影的1996年《夏天的大人们》，2002年《东京天空》、《水之女》，2004年中岛哲也监督、深田恭子主演的《下妻物语》，2005年《阿修罗城之瞳》，2015年是枝裕和執導的《海街日記》等。

### 广告
她在游戏音乐上的突出表现也引起广告公司的注意，开始邀请她为电视广告制作音乐。1996年她为JR东日本、1997年为资生堂制作的广告在JAM广告音乐大竞技会中获得金奖，1998年她获得广告音乐界的最高奖三木鸡郎广告音乐奖。从大学时代开始，菅野洋子就一直在为电视广告制作音乐，为此加入了日本Grandfunk公司，还曾参加过其下一个叫“Samply Red”的广告音乐制作团体。然而菅野洋子并不太喜欢为广告音乐作曲，只是承认：“因为广告得引起不同年龄层次的注意，从小孩子到老年人，在创作广告音乐时我学到了很多，所以我能在如此短的时间里抓住所有人的心。”

### 其它
2008年參加動畫電影短篇《Genius Party Beyond：次元炸彈》，為角色「空」配音。
2010年與坂本真綾共同創作“遣唐使船重现工程”主題曲《美麗的人》。
2011年日本東北地方太平洋近海地震其出身地宮城縣為災區，事發翌日在YouTube上公開聲援曲《你要活著 你要平安》。同年譜寫第62回NHK紅白歌合戰開幕曲《1231》。2012年NHK東日本大震災計劃主題曲《花正在開》作曲，同年受邀當第63回NHK紅白歌合戰合唱指揮和審査員。其後頻繁從事NHK相關工作，如2013年擔任晨間劇《多謝款待》配樂，2017年擔任大河劇《女城主直虎》配樂，每年配合NHK企劃對《花正在開》進行改編工作等等。
2013年12月8日，出席中國大陸北京大学外国语学院日语系和日本明治大学国际日本学院合辦的「第五届日本动漫文化高端讲座」，擔任主讲人。
2018年受邀成為美國電影藝術與科學學會會員（即奧斯卡評審）。

## 专辑作品
- -{蒼き狼と白き牝鹿 ジンギスカン（H29E-20002 1989-04-25）
- 信長の野望 戦国群雄伝（H29E-20001 1989-04-25）
- 維新の嵐（H29E-20004 1989-06-25）
- 信長の野望 全国版／三国志（H29E-20005 1989-08-25）
- 大航海時代（KECH-1002 1990-05-25）
- 信長の野望 武将風雲録（KECH-1007 1990-11-25）
- 信長の野望 覇王伝（KECH-1033 1992-12-21）
- 大航海時代II（KECH-1036 1993-02-25）
- 大航海時代II Special Edition（KECH-1061 1994-03-25）
- MACROSS PLUS ORIGINAL SOUNDTRACK（VICL-570 1994-10-21）
- 信長の野望 天翔記（KECH-1077 1994-12- 19）
- MACROSS PLUS The Cream P·U·F/SHARON APPLE（VICL-15037 1995-02-22）
- NHKスペシャル 中国～12億人の改革開放 オリジナルサウンドトラック（MRCA-20061 1995-04-21）
- MACROSS PLUS ORIGINAL SOUNDTRACK II（VICL-571 1995-07-21）
- MACROSS PLUS ORIGINAL SOUNDTRACK PLUS～for fans only（VICL-23112 1995-11-22）
- ESCAFLOWNE OVER THE SKY（VICL-769 1996-06-05）
- ESCAFLOWNE ORIGINAL SOUNDTRACK 2（VICL-772 1996-07-24）
- ESCAFLOWNE ORIGINAL SOUNDTRACK 3（VICL-773 1996-09-28）
- KATSUHIRO OTOMO presents 4pieces of MEMORIES（VICL-15044 1996-12-16）
- X CHARACTER FILE ORIGINAL SOUNDTRACK（VICL-836 1997-01-01）
- THE VISION OF ESCAFLOWNE~lovers only（VICL-841 1997-01-22）
- 夏時間の大人たち Happy Go Lucky OST（RACA-3 1997-03-21）
- KATSUHIRO OTOMO presents MEMORIES original motion picture soundtrack（VIZL-22 1997-12-31）
- Song to fly（VICL-60159 1998-01-01）
- COWBOY BEBOP O.S.T.1（VICL-60201 1998-05-21）
- COWBOY BEBOP Vitaminless（VICL-60248 1998-06-03）
- BRAIN POWERD（VICL-60264 1998-08-05）
- COWBOY BEBOP No Disc O.S.T.2（VICL-60202 1998-10-21）
- BRAIN POWERD Original Soundtrack 2（VICL-60299 1998-11-21）
- COWBOY BEBOP BLUE Original Soundtrack 3（VICL-60203 1999-05-01）
- Cowboy BeBop remixes music for freelance（VICL-60371 1999-06-02）
- ∀ GUNDAM ORIGINAL SOUND TRACKS（KICA-473 1999-07-23）
- ∀ Gundam ORIGINAL SOUND TRACKS II DIANNA & KIHEL（KICA-481 1999-11-03）
- ∀ the concert（KICA-496 2000-02-04）
- ∀ GUNDAM Original Sound Tracks III Cocoa（KICA-508 2000-06-07）
- ESCAFLOWNE ORIGINAL SOUND TRACK（VICL-60590 2000-07-05）
- Escaflowne Prologue 1 Earth（VICL-60636 2000-10-21）
- Escaflowne Prologue 2 Gaea（VICL-60637 2000-10-21）
- Napple Tale 妖精図鑑（MJCG-80042 2000-10-21）
- Napple Tale 怪獣図鑑（MJCG-80043 2000-11-22）
- ARJUNA into the another world（VICL-60703 2001-02-23）
- アルジユナ2 オンナの港（VICL-60735 2001-05-23）
- COWBOY BEBOP Knockin' on heaven's door SEATBELTS Ask DNA（VICL-35297 2001-07-25）
- COWBOY BEBOP Knockin' on heaven's door O.S.T. FUTURE BLUES（VICL-60756 2001-08-29）
- ∀ GUNDAM the MOVIE ORIGINAL SOUND TRACKS 惑星の午後、僕らはキスをした（KICA-566 2002-02-06）
- 23時の音樂 / KANNO YOKO feat. SAKAMOTO MAAYA（VICL-60885 2002-05-22）
- COWBOY BEBOP CD-BOX SET OST Limited Edition（VIZL-64 2002-06-21）
- Tokyo Sora Original Soundtrack（RACA-20 2002-08-31）
- 水の女（VICL-60975 2002-09-19）
- PERFECT ROUGE I, II, III（RACA-21 2002-12-20）
- 攻殻機動隊 STAND ALONE COMPLEX O.S.T.（VICL-61051 2003-01-22）
- 攻殻機動隊 STAND ALONE COMPLEX O.S.T.+（VICL-61231 2003-02-25）
- WOLF'S RAIN O.S.T.（VICL-61082 2003-03-29）
- 攻殻機動隊 STAND ALONE COMPLEX~be Human（VICL-61217 2003-10-22）
- WOLF'S RAIN O.S.T. 2（VICL-61280 2004-01-21）
- 下妻物語 オリジナル·サウンドトラック（DFCL-1137 2004-05-26）
- 攻殻機動隊 STAND ALONE COMPLEX O.S.T.2（VICL-61232 2004-05-26）
- COWBOY BEBOP Tank! THE! BEST!（VICL-61543 2004-12-22）
- 阿修羅城の瞳 オリジナルサウンドトラック（VICL-61582 2005-04-13）
- Genesis of Aquarion Original Sound Track（VICL-61648 2005-06-08）
- 攻殻機動隊 STAND ALONE COMPLEX O.S.T.3（VICL-61695 2005-07-21）
- Genesis of Aquarion Original Sound Track 2（VICL-61649 2005-09-22）
- OVA 攻殻機動隊 STAND ALONE COMPLEX Solid State Society O.S.T.（VICL-62172 2006-11-22）
- MACROSS FRONTIER O.S.T.1 「娘フロ。」（VTCL-60060 2008-06-04）
- MACROSS FRONTIER O.S.T.2 「娘トラ☆」（VTCL-60061 2008-10-08）
- MACROSS FRONTIER VOCAL COLLECTION 「娘たま♀1」（VTCL-60100~1 2008-12-03）
- YOKO KANNO SEATBELTS 来地球記念 Album Collection Space Bio Charge（VTCL-60141~3 2009-05-27）}-

## 相关作品
- -{てつ100％
  - てつ100％（32DH-629 1987-03-05）
  - あと3cm（32DH-829 1987-11-01）
  - Jack in the Box（32DH-5112 1988-01-09）
  - 素直（32DH-5272 1989-07-21）}-

- 沟口肇
  - 地球守護靈（ ）Vol.1（VICL-446 1994-01-24）
  - 地球守護靈（ ）Vol.2（VICL-519 1994-04-21）
  - 地球守護靈（ ）Vol.3（VICL-5260 1994-11-23）

- 白鳥由里
  - -{あたらしいくつ（VPDG-20637 1995-11-01）
  - Caramel Pop（VPCG-84269 1995-11-01）}-

- 坂本真绫
  - -{約束はいらない（VICL-10764 1996-04-24）
  - CLAMP学園探偵団 MINI SOUND TRACK ボクらの歴史（VIDL-10856 1997-03-21）
  - グレープフルーツ（VICL-60012 1997-04-23）
  - Gift（VIDL-30035 1997-09-22）
  - 奇跡の海（VICL-30202 1998-04-22）
  - 走る（VIDL-30370 1998-11-21）
  - DIVE（VICL-60320 1998-12-14）
  - プラチナ（VIDL-30450 1999-10-21）
  - ハチポチ シングルコレクション プラス（VICL-60507 1999-12-16）
  - 指輪（VIDL-30497 2000-06-21）
  - しっぽのうた（VIDL-30506 2000-08-23）
  - マメシバ（VIDL-30514 2000-12-16）
  - Lucy（VICL-60702 2001-03-28）
  - イージーリスニング（VICL-60760 2001-08-08）
  - へミソフィア（VICL-35358 2002-02-21）
  - コレクションアルバム ‘RGB’（VICL-60869 2002-04-24）
  - gravity（VIDL-35459 2003-02-21）
  - tune the rainbow（VIDL-35472 2003-04-02）
  - ニコパチ Single Collection＋（VICL-61158 2003-07-03）
  - 少年アリス（VICL-61165 2003-12-10）}-

- 小泉今日子

- 吉野千代乃
  - Song Bird（29A2-13 1997-03-21）

- 新居昭乃
  - -{空の森（VICL-60042 1997-08-21）
  - そらの庭（VICL-60043 1997-10-22）
  - 昼るの月（VIDL-30073 1998-01-21）}-

- KOKIA

- Crystal Kay
  - Eternal Memories（ESCB-1991 1999-07-01）

- 谷村新司
  - AURA（PCDA-01164 1999-11-03）

- 奥井亚纪

- AKINO
  - Genesis of Aquaion（VICL-35792 2005-04-27）
  - GO TIGHT!（VICL-35887 2005-08-24）

- SMAP
  - Song of X'smap（VICL-35787 2005-01-19）

- 其它
  - -{天地創造藤城清治メルヘンコレクションオリジナルサウンドトラック（ALCA-103 1991-10-21）
  - 真·信長伝説（KECH-1021 1991-12-21）
  - 真·信長伝説（2KECH-1083 1995-03-25）
  - 信長の野望 究極音盤（KECH-1148 1999-03-03）
  - 天空のエスカフローネ オリジナルドラマアルバム ジェチアの想い（VICL-830 1996-12-18）}-

## 音乐会
- -{OTAKON '99 Piano Concert
- THE SEATBELTS LIVE Diggin' my POTATO プチ 踊るためのどーでもいい夜（1999-08-16）
- ∀ GUNDAM with 菅野よう子（1999-11-12））
- SEATBELTS LIVE2001「EARTH GIRLS ARE EASY 最後のウィークエンド (Weekend)」（2001-08-10）
- YOKO KANNO SEATBELTS「超時空七夕ソニック」（2009-7-7）}-

## 得獎
- JAM廣告音樂大競技會金獎
- 三木雞郎廣告音樂獎（1998年）
- 第13屆日本金唱片大獎
- 東京國際動畫博覽會年度動畫音樂獎
  - 攻殻機動隊 STAND ALONE COMPLEX （2003年）
  - 劇場版機械天使（2008年）
  - Macross F（2009年）
  - 坂道的阿波羅、創聖機械天使EVOL（2013年）
- 2008年度JASRAC獎銀獎 - 創聖的亞庫艾里翁